# Gánóczy Sándor (teológus)
Gánóczy Sándor (Alexandre Ganoczy) (Budapest, 1928. december 12. –) magyar teológus, a Würzburgi Egyetem Római Katolikus Teológiai Fakultásának dogmatikai professzora, neves Kálvin-kutató.

## Kutatási területe
Főleg a katolicizmust és a reformációt illetve azok viszonyát vizsgálja.

## Életpályája

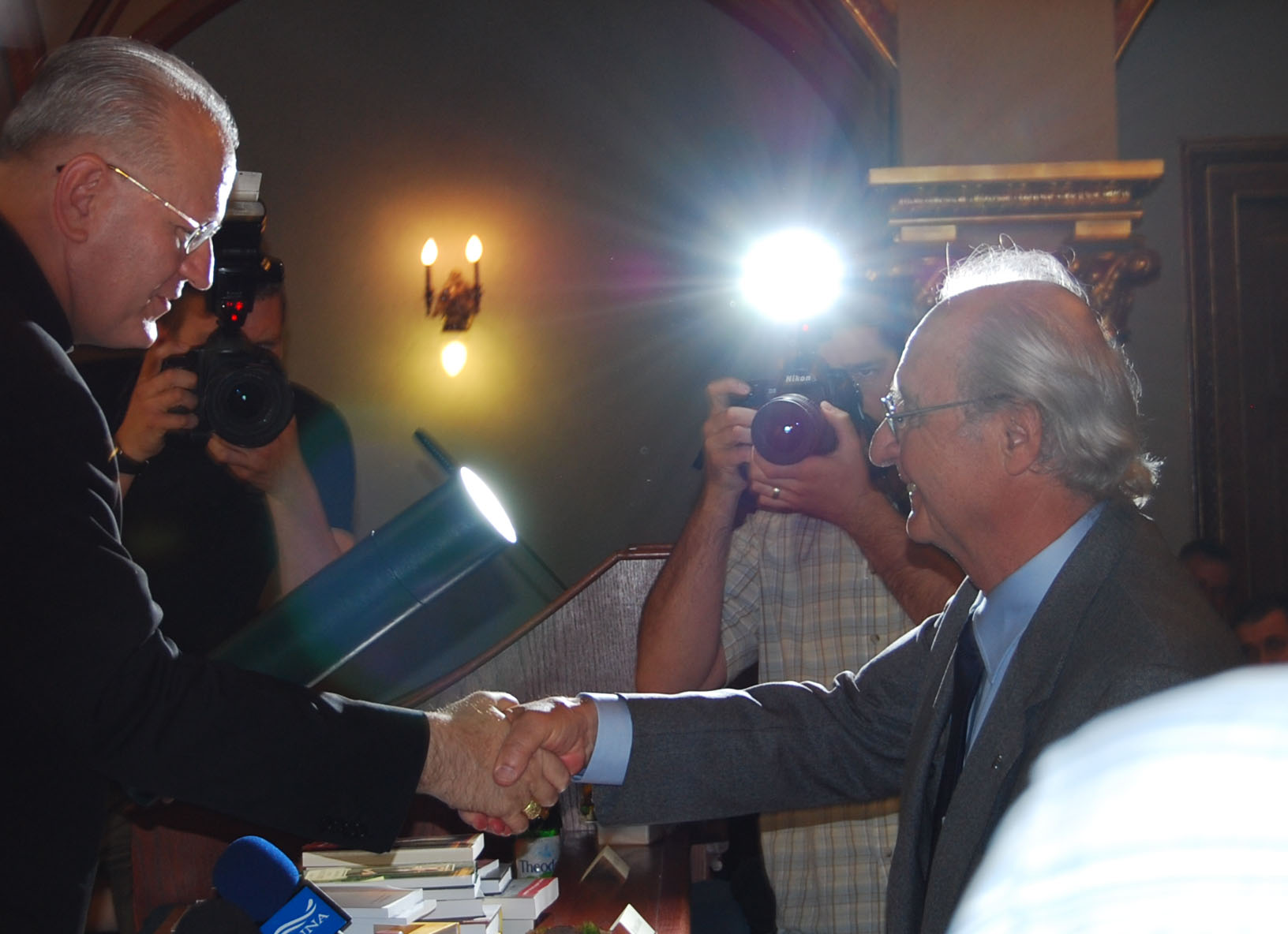
A Stephanus-díjat átadja Erdő Péter bíboros

Teológiai tanulmányait Budapesten, Párizsban és Rómában végezte. 1953-ban szentelték római katolikus pappá, majd tíz évig Párizsban volt az emigráns magyarok lelkipásztora. 1963-ban doktorált Rómában a Georgiana Pápai Egyetemen. 1967-ben Münsterben magántanári vizsgát tett ökumenikus teológiából és dogmatikából. 1969-ben a párizsi Sorbonne-on filozófiából doktorált. 1967 és 1972 között Párizsban és Münsterben tanított. 1992-től a Würzburgi Egyetem Római Katolikus Teológiai Fakultásán a Dogmatika I. tanszék vezetője volt. Egyben ő vezette a Kálvin-kutatásokkal foglalkozó Hermann Schell Intézetet. 1996 óta Dél-Franciaországban él. 2013-ban a Magyar Tudományos Akadémia külső tagjává választották.

## Művei
- Calvin, théologien de l’Église et du Ministére. Párizs, Cerf, 1964
- Karl Pellens – Alexandre Ganoczy: Calvin und Vaticanum II, F. Steiner, 1965
- Le jeune Calvin. Genèse et évolution de sa vocation réformatrice. Wiesbaden, Steiner 1966 (angol fordítás: 1987)
- Calvin et Vaticane II. L’Église Servante. Párizs Cerf, 1968
- Ecclesia ministrans. Dienende Kirche und kirchlicher Dienst bei Calvin. Freiburg in Br., Herder, 1968
- La Bibliothèque de l'Académie de Calvin. Genf, Droz, 1969
- Devenir chrétien, essai sur l'historicité de l'existence chrétienne. Párizs, Cerf, 1973 (angol fordítás: 1984)
- Ökumenische Kirchengeschichte 2. Mittelalter und Reformation. Kiadó: R. Kottje és B. Möller. Mainz-München, Grünewald-Kaiser 1973, 1983, Calvin und der Calvinismus 366-408.
- Sprechen von Gott in heutiger Gesellschaft Weiterentwicklung der "Politischen Theologie" Freiburg, Herder 1974 (olasz fordítás: 1980)
- Der schöpferische Mensch und die Schöpfung Gottes. Mainz, Grünewald 1976 (francia fordítás: 1979, lengyel fordítás: 1982)
- Einführung in die katolische Sakramentenlehre. Darmstadt, Wissenschaftsliche Buchgesellschaft 1979, 1991 (angol fordítás: 1984, francia fordítás: 1984, magyar fordítás: 2006)
- Az Egyház, Róma TKK 1980. Teológiai Vázlatok IV/7., Budapest, Szent István Társulat, 1983
- Közösen Johannes Schmiddel: Schöpfung und Kreativität. Düsseldorf, Patmos, 1980
- Közösen Klaus Müllerrel: Calvins handschriftliche Annotationen zu Chrysostomus. Wiesbaden, Steiner, 1981
- Közösen Stefan Scheld-el: Herrschaft, Tugend, Vorsehung. Hermeneutische Deutung und Weröffentlichung handschriftliche Annotationen Calvins zu sieben Senecatragödien und der Pharsalia Lucans. Wiesbaden, Steiner 1982 (magyar fordítás: Budapest, 1997)
- Einführung in die Dogmatik. Darmstadt, Wissenschaftsliche Buchgesellschaft, 1983
- Schöpfungslehre. Düsseldorf, Patmos 1983, 1987 (olasz fordítás: 1988)
- Lexikon der Katolischen Dogmatik (kiadó W. Beinert), Freiburg i. Br, Herder 1987, 1988: 40 cikk a teremtéstanról (olasz: 1990, spanyol: 1990, angol: 1995, magyar fordítás: 2004)
- Aus seiner Fülle haben wir alle empfangen. Grundriss der Gnadenlehre, Düsseldorf, Patmos, 1989 (spanyol fordítás: 1991)
- Suche nach Gott auf den Wegen der Natur. Theologie, Mystik, Naturwissenschaften. Ein kritischer Versuch. Düsseldorf, Patmos 1992 (olasz: 1987, francia fordítás: 1995)
- Liebe als Prinzip der Theologie. Gesammelte Studien, Würzburg, Echter, 1994
- Schöpfunfslehre, in: Glaubenszugange. Lehrbuch der Katolischen Dogmatik I. kötet. Paderborn, Schöningh 1995, 362-495. (lengyel fordítás: 1999)
- Chaos, zufall, Schöpfungsglaube. Mainz, Grünewald, 1995
- Gánóczy Sándor – Stefan Scheld: Kálvin hermeneutikája. Szellemtörténeti feltételek és alapvonalak. Kálvin Kiadó, Budapest, 1997
- Valósághermeneutika és bibliaértelmezés; Hermeneutikai Kutatóközpont, Bp., 1999 (Hermeneutikai füzetek)
- Gánóczy Sándor: Mária Luther, Kálvin és a II. Vatikánum teológiájában. Vigilia, 2005/7.
- Bevezetés a katolikus szentségtanba; ford. Palkó Balázs Dávid; Bencés, Pannonhalma, 2006 (Napjaink teológiája)
- Christianisme et neurosciences. Pour une théologie de l'animal humain; Jacob, Paris, 2008
- A bízó hit szerepe a hívő földi életben, halálban és az örök életben; Bencés, Pannonhalma, 2014 (Bencés lelkiségi sorozat)
- Határon innen, határon túl. Teológiai párbeszédek. Szent István Társulat, Budapest, 2009
- Alexandre Ganoczy–Marc Jeannerod: Confiance par-delà la méfiance. Un essai pluridisciplinaire; Cerf, Paris, 2013 (Théologies)
- Állati ember, emberi állat; MTA, Bp., 2014 (Székfoglalók a Magyar Tudományos Akadémián)
- A bízó hit szerepe a hívő földi életben, halálban és az örök életben; Bencés, Pannonhalma, 2014 (Bencés lelkiségi sorozat)
- Vivre notre mort en chrétien. Éclairages théologiques pour la fin de vie; Lessius, Namur–Paris, 2016 (Donner raison)
- Megélni halálunkat. Keresztény megfontolások; ford. Mártonffy Marcell; Bencés, Pannonhalma, 2018
- Théologie en modernité. Une introduction à la théologie systématique de Wolfhart Pannenberg; Cerf, Paris, 2018

## Kitüntetései, elismerései
- Tiszteletbeli doktori cím (Genfi Egyetem Református Teológiai Fakultása, 1982)
- Tiszteletbeli doktori cím (Károli Gáspár Református Egyetem Hittudományi Kara)
- Tudományos tanácsadó a Vatikáni Egységtitkárságon
- Stephanus-díj (2009)

## Külső hivatkozások
- A II. Vatikáni zsinat előzményeiről